# Α-羟基戊二酸
Α-羟基戊二酸（或称为2-羟基戊二酸，2-hydroxyglutaric acid，缩写2-HG）是一种有机化合物，结构简式HOOC(CH2)2CH(OH)COOH，属于α-羟基二羧酸，在人体中由对应的酶转化为α-酮戊二酸。